# Runns ångbåtslinjer
Runns ångbåtslinjer är den trafik med ångbåtar som förekommit på sjön Runn i Dalarna.
Redan 1844 hade ångslupen Två händer inköpts av några falubor för att sättas in i trafik på Runn. Under transporten från varvet i Norrköping till Västerås under bogsering av fartyget Norrköping råkade den dock utför en storm och sjönk. 1852 inköptes en ångbåt i Stockholm för att fraktas upp till Runn för att sättas in i trafik. Den skulle först transporteras via Strömsholms kanal upp till Smedjebacken och därifrån upp till Runn, men vägen visade sig omöjlig. I stället fick man föra den till Gävle för att landvägen föra den till Falun. Man upptäckte då stora brister i såväl skrov som maskin och hävde köpet, varpå planerna gick om intet. 1856 bildades dock slutligen ett bolag för ångbåtstrafik på Runn och ett fartyg beställdes hos William Lindberg mekaniska verkstad i Stockholm.

## Kronokassör E. G. Floding, från 1874 genom bolaget Runns Trafikbolag
- Fahlun 1857-1874 mestadels lustturstrafik mellan Falun och Bro i Stora Tuna socken, man anlöpte även stundom Torsång och från 1858 turer till Strand i Vikasjön
- Engelbrekt 1860-1866
- Sylfid 1870-1892
- J. S. Bagge 1871-1917
- Najad 1875-1917
- Tor 1902-1907 ångslup i trafik på mindre bryggor nära Falun
- Runn 1907-1917 övertog Tors trafik, senare under en tid trafik med Runns Nya Trafik AB, på 1920-talet såld till AB Wika Ångsåg och främst använd för nöjesturer

## bröderna Norberg och bröderna Wallblom
- Blenda 1895-1908 lustturstrafik Falun-Vika kyrkby-Helsingstrand (visa dagar via Korsnäs) - Gustafs och åter Falun
- Vesta 1908-1920

## Trafik AB Vika-Falun
- Gunn 1921-1935 trafik mellan Vika-Falun (Gunn blev senare bogserare vid Insjöns Tegel- och Travarufabrik, från 1939 upplagd. 1950 förvandlad till serveringsbåt. 2012 såldes den till Rättvik där den 2014 sjönk och skrotades.[1]

## Familjen Wallin
- Marieberg 1914-1958 I trafik mellan Falu ångbåtskaj och Falu folkpark  (ursprungligen byggd 1904 för motordrift men 1909 ombyggd till ångslup)